# كركوش
كركوش هي قرية في مقاطعة خوي، إيران. يقدر عدد سكانها بـ 426 نسمة بحسب إحصاء 2016.